# Inol
U hemiji, inol (alkinol) je alkin sa hidroksilnom grupov vezanom za jedan od dva ugljenika trostruke veze. Deprotonisani anjoni inola su poznati kao inolati. Inol sa hidroksilnim grupama na obe strane njegove trostruke veze je poznat kao indiol. Samo jedan indiol, acetilendiol postoji.

## Inolati
Inolati su hemijska jedinjenja sa negativno naelektrisanim kiseonikom vezanim za alkinsku funkcionalnu grupu. Oni su prvo sintetisani 1975. putem n-butilitijumske fragmentacije 3,4-difenilizoksazola.
Oni se ponašaju kao ketenski prekurzori ili sintoni.

## Inol–ketenski tautomerizam
Inoli mogu da se interkonvertuju sa ketenima. Inolna forma je obično nestabilna, te ne opstaje dugo, već prelazi u keten. Do toga dolazi zato što kiseonik ima veću elektronegativnost od ugljenika i stoga formira jače veze. Na primer, etinol brzo prelazi u etenon:
| Inol-ketenski izomerizam | Inol-ketenski izomerizam |
| ------------------------ | ------------------------ |
|                          |                          |
| Etinol                   | Etenon                   |